# Gejlå Bro
Gejlå Bro er én af kun en håndfuld bevarede broer på den gamle Oksevej i Sønderjylland. Det er en stenbro med selvbærende dobbeltbuer udført i kløvet og tilhugget granit. Broen blev opført af Thomas Fries fra Flensborg og indviet 21. august 1818. Bygmesterens navn og årstal er indhugget i en af gelænderstenene. Den ligger sydvest for Kliplev, umiddelbart nord for Bommerlund Plantage.
- Udsigt over broen i sydlig retning
- Den nordlige buekonstruktion
- Udsigt over ådalen mod vest
- Mindesten for Bommerlund Kro, der lå 200 m syd for broen

## Ekstern henvisning
- Wikimedia Commons har flere filer relateret til Broer langs Hærvejen

Gejlå Bro i Slots- og Kulturstyrelsens database
54°53′34.5″N 9°21′44.2″Ø / 54.892917°N 9.362278°Ø